# 류덕천
류덕천(柳德天, 1905년 ~ 1973년 10월 19일)은 대한민국의 정치인이다. 제2대 국회의원을 지냈다.

## 이력
- 중학교졸업
- 진양군수(제4대, 1947년 8월 ~ 1948년 4월)
- 제2대 국회의원

## 역대 선거 결과
|  | 23.09% |

|  | 28.85% |

## 참고자료
- 류덕천 - 대한민국헌정회
- 진주시청 홈페이지. “포토갤러리 > 역대 시장,군수”. 2007년 10월 4일에 확인함.[깨진 링크(과거 내용 찾기)]